# Liste der Naturdenkmale in Hemmingen
| Naturdenkmale | Anzahl |
| ------------- | ------ |
| FND           | 1      |
| END           | 12     |
| Gesamt        | 13     |

Die Liste der Naturdenkmale in Hemmingen nennt die verordneten Naturdenkmale (ND) der im baden-württembergischen Landkreis Ludwigsburg liegenden Gemeinde Hemmingen. In Hemmingen gibt es insgesamt dreizehn als Naturdenkmal geschützte Objekte, davon ein flächenhaftes Naturdenkmal (FND) und zwölf Einzelgebilde-Naturdenkmale (END).
Stand: 30. Oktober 2016.

## Flächenhafte Naturdenkmale (FND)
| Name                       | Bild | Kennung     | Einzelheiten | Position | Fläche Hektar | Datum        |
| -------------------------- | ---- | ----------- | ------------ | -------- | ------------- | ------------ |
| Rohrhofquelle und Umgebung | BW   | 81180270007 | Hemmingen    | ⊙        | 0,6           | 7. Juli 1989 |
| Legende für Naturdenkmal   |      |             |              |          |               |              |

## Einzelgebilde (END)
| Name                                              | Bild | Kennung     | Einzelheiten | Position | Fläche Hektar | Datum        |
| ------------------------------------------------- | ---- | ----------- | ------------ | -------- | ------------- | ------------ |
| Baumgruppe (1 Stieleiche,1 Kirsche, 2 Hainbuchen) | BW   | 81180270012 | Hemmingen    | ⊙        | 0,0           | 7. Juli 1989 |
| Eichengruppe (3 Stieleichen)                      | BW   | 81180270011 | Hemmingen    | ⊙        | 0,0           | 7. Juli 1989 |
| Maßholderbaum, Feldahorn                          | BW   | 81180270006 | Hemmingen    | ⊙        | 0,0           | 7. Juli 1989 |
| 1 Eiche am Mühlweg                                | BW   | 81180270004 | Hemmingen    | ⊙        | 0,0           | 7. Juli 1989 |
| 1 Mostbirnbaum                                    | BW   | 81180270005 | Hemmingen    | ⊙        | 0,0           | 7. Juli 1989 |
| 1 Mostbirnbaum                                    | BW   | 81180270009 | Hemmingen    | ⊙        | 0,0           | 7. Juli 1989 |
| 1 Mostbirnbaum                                    | BW   | 81180270010 | Hemmingen    | ⊙        | 0,0           | 7. Juli 1989 |
| 1 Mostbirnbaum                                    | BW   | 81180270014 | Hemmingen    | ⊙        | 0,0           | 2. Apr. 1993 |
| 1 Roßkastanie                                     | BW   | 81180270003 | Hemmingen    | ⊙        | 0,0           | 7. Juli 1989 |
| 1 Sommerlinde                                     | BW   | 81180270001 | Hemmingen    | ⊙        | 0,0           | 7. Juli 1989 |
| 13 Mammutbäume                                    |      | 81180270008 | Hemmingen    | ⊙        | 0,0           | 7. Juli 1989 |
| 2 Stieleichen                                     | BW   | 81180270013 | Hemmingen    | ⊙        | 0,0           | 7. Juli 1989 |
| Legende für Naturdenkmal                          |      |             |              |          |               |              |